# 大平河
大平河，流经中国广西壮族自治区东部，是东安江右岸支流，上游也称大水，发源于贺州市八步区沙田镇金竹村枫木顶北300米，西流3千米转南流，经大平瑶族乡和水口镇后转东南流，进入苍梧县境内。于苍梧县梨埠镇料口村以南汇入东安江。河长108千米，平均比降2.81‰，流域面积1103平方千米。